# Qingyun
För andra betydelser, se Qingyun (olika betydelser).

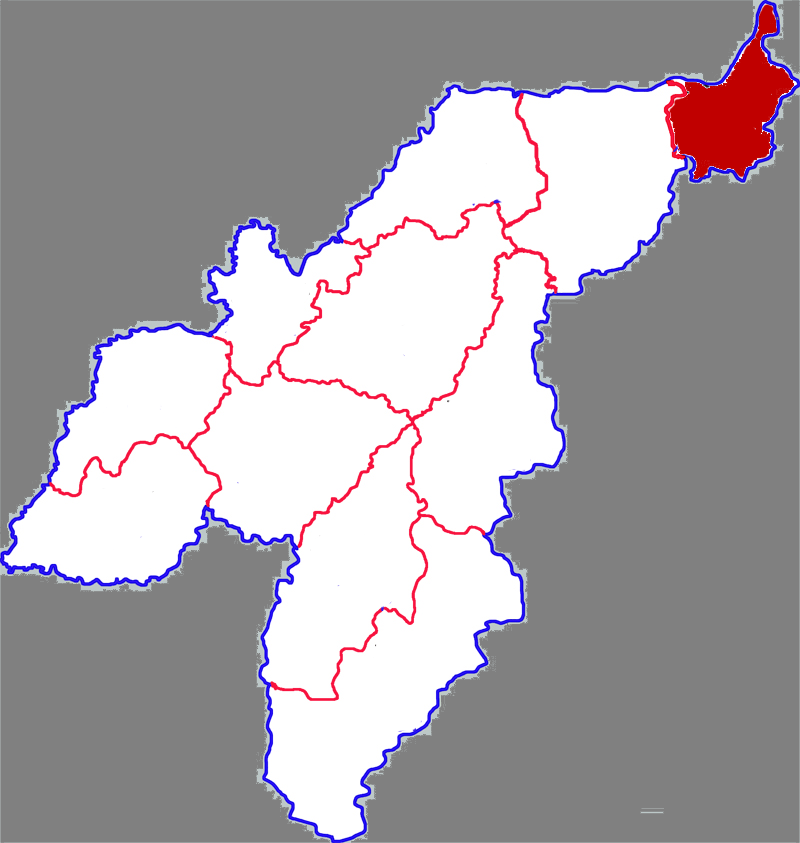
Karta

Qingyun, tidigare även stavat Kingyün, är ett härad som lyder under Dezhous stad på prefekturnivå i Shandong-provinsen i norra Kina. Det ligger omkring 130 kilometer norr om provinshuvudstaden Jinan.

## Källa
1. ↑  http://www.geohive.com/cntry/cn-37.aspx
2. ↑  ”worldpostmarks.net”. Arkiverad från originalet den 2 januari 2015. https://web.archive.org/web/20150102101710/http://worldpostmarks.net/HTML%20Countries/china.htm. Läst 13 november 2014.